# IC 2941
IC 2941 је спирална галаксија у сазвјежђу Лав која се налази на листи објеката дубоког неба у Индекс каталогу.
Деклинација објекта је + 10° 3' 21" а ректасцензија 11h 36m 10,0s. Привидна величина (магнитуда) објекта IC 2941 износи 13,9 а фотографска магнитуда 14,8. IC 2941 је још познат и под ознакама MCG 2-30-3, CGCG 68-9, PGC 35881.